# Harry Lawson (Leichtathlet)
Harry Lawson (* 11. Mai 1881 in Leeds, England; † 17. Oktober 1955 in Toronto) war ein kanadischer Marathonläufer britischer Herkunft.
1908 siegte er beim kanadischen Ausscheidungsrennen in Toronto (ca. 40 km) für die Olympischen Spiele in London in 2:38:11 h. Dort wurde er in 3:06:48 h Siebter.